# Lewis Davies
Arthur Lewis Davies (26 de enero de 1913 - 9 de diciembre de 2011), el hermano menor de Rhys Davies, fue un bibliotecario y filántropo galés que en sus últimos años estableció una fundación (el Fondo Rhys Davies) dedicada a promover la escritura galesa en inglés.

## Juventud
Davies nació en el pueblo minero de carbón de Blaenclydach, cerca de Tonypandy, de padres que tenían una tienda de comestiblesde ultramarinos, conocida algo pomposamente como Royal Stores,  y su madre era maestra de escuela no certificada, se esforzaron por educar a sus seis hijos para evitar que tuvieran que trabajar en las minas de carbón. 
Los Davies se distinguían de una comunidad totalmente dependiente de la industria del carbón por su condición de tenderos. El padre votaba por el Partido Liberal, jugaba al golf y tenía aspiraciones sociales vinculadas con la Iglesia Anglicana, en lugar de la capilla que contaba con la lealtad de la mayoría. Confirmado por el Obispo de Llandaf a los 17 años, el joven era acólito para el sacerdocio anglicano, pero cambió de opinión al darse cuenta de que era gay. La madre, algo parecido a la de DH Lawrence, estaba decidida a asegurar para sus hijos una educación que fuera la manera más segura de evitar las minas. Dos de sus hijas se convirtieron en maestras y una en matrona de hospital. Lewis Davies era el hermano menor del escritor Rhys Davies (1901-78). Al igual que su hermano más famoso Rhys, era homosexual y por esa razón decidió no seguir una carrera en el sacerdocio anglicano.

## Carrera
Estudió Historia en el University College de Gales, Aberystwyth, luego también se formó en su Colegio de Biblioteconomía para convertirse en bibliotecario. En 1937, Davies consiguió un puesto de bibliotecario asistente en el Daily Mirror, que ocupó durante diez años. Luego pasó a Odhams Press como su bibliotecario jefe en 1952, posición que mantuvo hasta su jubilación de la empresa sucesora IPC Books en 1978.
En 1990, decidió utilizar los ingresos de sustanciales legados para ayudar a promover la reputación literaria de su hermano y otros escritores anglowaleses.